# 毛叶山桐子
毛叶山桐子（学名：Idesia polycarpa var. vestita）为大风子科山桐子属下的一个变种。

## 扩展阅读
- 維基物種上的相關：毛叶山桐子